# Warrant (deutsche Band)
Warrant ist eine Speed-Metal-Band aus Düsseldorf.

## Geschichte
Gegründet wurde die Band 1983, zuerst in der Besetzung Jörg Juraschek, Thomas Klein und Lothar Wieners. Auf The Enforcer stieß der Gitarrist Oliver May hinzu. 1985 erschienen First Strike und The Enforcer, bevor die Band mit Warlock auf Tour ging. Bald trennte sich die Band. Juraschek und May gründeten zusammen mit dem Schlagzeuger Christian Sommer Punchline und Wieners Monroxe. 1999 hatte sich die Band wiedervereinigt und die zwei neuen Songs Flame of the Show und When the Sirens Call aufgenommen, die 2000, zusammen mit den beiden ersten Werken, auf einer CD veröffentlicht wurden.
Seit 2005 ist der Schlagzeuger Arno Verstraten neben Jörg Juraschek und Oliver May ein Bandmitglied. Warrant spielten seitdem bei diversen Festivals wie dem Headbangers Open Air, zweimal auf dem Swordbrothers-Festival in Andernach, zweimal auf dem Keep-It-True-Festival in Dittigheim und dem Motala-Metal-Festival in Schweden.
Nach weiteren Auftritten, u. a. im Februar 2010 in Murcia und im Oktober 2010 in Zürich, folgen 2011 Auftritte beim Muskelrock-Festival in Schweden und als Highlight im August bei Wacken, dem größten Heavy-Metal-Festival der Welt. Im Oktober 2010 wurden die ersten beiden LPs, analog zu 2000, auf CD mit dem Titel „Ready to Command 2010“ wiederveröffentlicht. Aufgefüllt wurde der Silberling mit zwei Livesongs vom Keep-It-True-Festival in Dittigheim 2007. Oliver May verließ die Band aus musikalischen Gründen im August 2011 nach dem Wacken-Auftritt. Mit dem Nachfolger Dirk Preylowski (Drown Inc., Human Bastard, Soulcancer) arbeitet man intensiv weiter an dem dritten Studioalbum. Albumtitel und Veröffentlichung sind bisher noch nicht bekannt. Auf dem Wacken Open Air 2011 verteilte die Band insgesamt 5000 Promotion-Singles Special Edition for Wacken 2011 im Pappschuber mit zwei neuen Liedern All the Kings Horses und Come and Get it. Die beiden Lieder kann man auch auf der Website der Band herunterladen.
Im Oktober 2014 wurde, nach einer fast 30-jährigen Pause, das dritte Studioalbum Metal Bridge veröffentlicht.

## Diskografie
- 1985: First Strike (EP)
- 1985: The Enforcer (Album)
- 2000: The Enforcer, First Strike (Album)
- 2010: Ready to Command 2010 (Wiederveröffentlichung)
- 2011: Special Edition for Wacken 2011 (Promo-Single)
- 2014: Metal Bridge (Album)